# Cascador
Un cascador este o persoană care execută manevre periculoase, cum ar fi salturi de pe clădiri, lansări din tun, adesea dublând protagonistul în secvențele periculoase.
Cascadorul poate fi un:
- Clovn, actriță sau acrobat(ă) la circ care execută salturi primejdioase.
- Actor de cinematograf care dublează uneori protagonistul în secvențele periculoase.
- Actor de cinema special antrenat care dublează protagonistul în secvențele periculoase.
- Actor de circ specializat în exhibiții spectaculoase.
- Persoană special antrenată care se substituie unui actor (principal), de obicei în cursul filmării unei scene de mare pericol.
- Acrobat care execută serii de căzături și sărituri (adesea în grup).

## În România
Meseria de cascador în România a fost „inventată” în anul 1965 de către regizorul Sergiu Nicolaescu, pentru filmul Dacii.
Totuși, din lipsa producției de filme după anul 1989, cinematografia meseria de cascador în România, a avut o perioadă de stagnare.. care a dus la o pierdere considerabilă a abilităților cascadorilor, acest lucru fiind nu din cauza lipsei de antrenament, ci din cauza lipsei de tehnologie. În cinematografia română, nimeni nu este dispus să investească în tehnologie, toată lumea dorește doar să câștige...
Prima regulă și ultima regulă care se învață când începi să practici meseria de cascador, este:
Cascadorul este la cadru, pentru a proteja... prima dată actorii... apoi animalele, în cazul în care filmarea presupune cai sau orice alte animale.... apoi colegul din spate.... apoi colegul din față, colegul din stânga și pe cel din dreapta, figurația sau oricine se află în jurul lui în timpul filmării, urmează protejarea aparatului de filmare... apoi protejarea echipei de filmare și la sfârșit, dacă se mai poate.. să se protejeze pe el.... 
.. O să fiți surprinși.. de fiecare dată se întâmplă asta... și nu de puține ori, cascadorii s-au dovedit a fi la locul potrivit în momentul potrivit pentru a "da o mână de ajutor". 
Cascadoria începe să se dezvolte în ultimii 3-4 ani (2008). Este o meserie foarte grea, care presupune foarte multă muncă și foarte multă pregătire, mai ales psihică. Dacă fizicul te ține, dar mintea nu, nu ai ce căuta în această meserie. Un mare cascador român, AUREL GRUSEVSKI, spunea într-o carte a sa că "nebuni care să sară de la 5 metri și să-și rupă picioarele găsești peste tot, este mai greu sa poți face asta de 20 de ori la rând apoi să mergi acasă la soție și copii, iar mâine să o iei de la capăt" .
De fiecare dată, pe platoul de filmare, după ce regizorul a cerut și a explicat detaliat ceea ce dorește, cascadorul trebuie să pregătească și să execute „legea” impusă de regizor și scenariu. Marea problemă cu care se confruntă un cascador, mai ales cascadorul coordonator, sunt „ideile”.
Fiecare cascador, în special cel care va executa cascada, are o idee proprie, o viziune proprie asupra execuției, coordonatorul trebuie să modifice de cele mai multe ori părți din cascadă și scenariu, pentru a putea fi pe placul executantului și nu în ultimul rând, a-i crea securitatea execuției și siguranța psihologică care este necesară unui cascador. Cascadorul coordonator își asumă riscul în fața echipei de filmare și are obligația să aducă pe la locul filmării cascadorul potrivit cascadei ce trebuie executate, dar, în final, cascadorul executant este cel care își asumă riscul execuției, așa că acesta trebuie foarte bine ascultat și ajutat, pentru că el știe cel mai bine ce poate și ce nu poate face. 
Nenorocirea vine atunci când „idei” au și cei din jur. Din păcate, în Romania nu s-a creat de-a lungul timpului profesionalismul echipei de filmare sau a unora din echipa de filmare, care în clipa în care un cascador pregătește o cascadă, să îl lase în pace. Toată lumea pe un platou de filmare are idei, de cele mai multe ori bune, dar unele dintre ele și de obicei în cele mai grele momente, sunt idei care nu au o soluție, adică apare idea fără o soluție de execuție, iar aici intervine din nou talentul cascadorului coordonator, care trebuie să pregătească și să organizeze execuția cascadei în deplină siguranță, în primul rând, pentru cascadorul executant și nu în ultimul rând, pentru echipa de filmare care asistă la realizarea filmării.

## Despre cascade.
Cascada cinematografică a dobândit titlul de noblețe, precum cascadorii care o execută, sfidând gravitația prin îndrăzneala lor, prin temeritate și sânge rece. Cascada cinematografică reprezintă un om care cade, un corp care devine obiect, o lume în care echilibrul se învecinează cu amețeala, o lume cu logică proprie, legi proprii și ritm propriu.

## Cascada Mașina.
Derapaje controlate, tonuri, salturi de pe trambulină, accidente de mașini sau accidente de oameni, sunt de fiecare dată reinventate, conform circumstanțelor și exigențelor scenariului. Regizorul cere un rezultat spectaculos, iar pentru a ajunge la el, cascadorul este „singurul responsabil” al tehnicii utilizate. Să nu se creadă că trucajul este folosit sistematic și că suprimă orice risc. Cascada chiar calculată, rămâne periculoasă, indiferent de forma și implicațiile pe care le are.

## Calul și Cascada.
Calul a apărut în cinematografie odată cu Western-ul, apoi cu filmul de capă și spadă, sau în reconstituirile istorice. Noi nu posedăm tradiția ecvestră a Vestului American, iar călăreții noștri au încălecat mult timp în maniera școlii „Cadre Noire” din Samur și absolut deloc în stilul instinctiv al cowboy-ului, stil foarte contestat de profesorii de echitație până și în prezent, dar necesitățile filmelor au cerut adaptarea cascadorilor și la acest stil. Acum se folosesc cai care cad la simpla comandă verbală, care ascultă de ordine, se culcă și „fac pe mortul”. Echipe de oameni perseverenți, se consacră educației calului pentru a-l face să execute tot ceea ce regizorul ar putea să-i ceară în fața aparatului de filmat. Antrenamentul unui asemenea cal durează uneori și câțiva ani. Printre numeroasele cascade cu calul, două sunt cele mai solicitate: prima – în care „actorul mort” cade de pe cal (cădere de pe cal), -a doua – în care actorul cade de pe „calul mort” (cădere cu calul)

## Vezi și
Listă de cascadori români